# SDP Bunko
SDP　Bunkoは2008年の夏にSDPから創刊された文庫版の小説シリーズ。表紙と巻頭グラビアをスターダストプロモーションの若手俳優、女優が飾った小説集。小説自体は既出の作品を集めたものである。第1弾から第3弾までの12人で毎月のグラビアを飾ったカレンダーも発売された。

## 書籍リスト

### 第1弾 文学日和－晴れたらいいな－
2008年7月20日発売
1. 宮沢賢治　「注文の多い料理店」 
表紙＋巻頭 夏帆 ISBN 978-4-903620-27-5
2. 夏目漱石　「こころ」
表紙＋巻頭 山下リオ ISBN 978-4-903620-30-5
3. 樋口一葉　「たけくらべ」
表紙＋巻頭 岡本杏理 ISBN 978-4-903620-28-2
4. 芥川龍之介　「蜘蛛の糸」
表紙＋巻頭 早見あかり ISBN 978-4-903620-29-9

### 第2弾 文学日和－星を眺めて－
2008年9月21日発売
1. 伊藤左千夫「野菊の墓」
表紙＋巻頭 本仮屋ユイカ ISBN 978-4-903620-31-2
2. 宮沢賢治「銀河鉄道の夜」
表紙＋巻頭 岡あゆみ ISBN 978-4-903620-32-9
3. 堀辰雄「風立ちぬ」
表紙＋巻頭 大政絢 ISBN 978-4-903620-33-6
4. 有島武郎「星座」
表紙＋巻頭 寺本愛美 ISBN 978-4-903620-34-3

### 第3弾 文学日和－いのちへの想い－
2008年11月17日発売
1. 堀辰雄「聖家族」
表紙＋巻頭 葵 ISBN 978-4-903620-37-4
2. 中原中也、立原道造、他「いのちの詩集」
表紙＋巻頭 飛鳥凛 ISBN 978-4-903620-39-8
3. 宮沢賢治「よだかの星」
表紙＋巻頭 高山侑子 ISBN 978-4-903620-38-1
4. 森鷗外「高瀬舟」
表紙＋巻頭 瀧本美織 ISBN 978-4-903620-36-7

### 第4弾 文学日和－青春－
2009年1月25日発売
1. 夏目漱石「坊つちやん」
表紙　佐野和真 ISBN 978-4-903620-44-2
2. 夏目漱石「三四郎」
表紙　細田よしひこ ISBN 978-4-903620-45-9
3. 太宰治「正義と微笑」
表紙　小柳友 ISBN 978-4-903620-43-5
4. 太宰治「走れメロス／パンドラの匣」
表紙　林遣都 ISBN 978-4-903620-42-8

### 第5弾 文学日和－ときめけ－
2009年7月27日発売
1. 夏目漱石、芥川龍之介他、「夢」
表紙　百田夏菜子 ISBN 978-4-903620-63-3
2. 梶井基次郎、太宰治他、「果実」
表紙　岡本あずさ ISBN 978-4-903620-62-6

### 第6弾 文学日和－はげしい－
2009年9月28日発売
1. 有島武郎、芥川龍之介他、「愛」
表紙＋巻頭　吉倉あおい ISBN 978-4-903620-65-7
2. 太宰治、横光利一他、「別れ」
表紙＋巻頭　日南響子 ISBN 978-4-903620-66-4

### 第7弾 文学日和－切ない思い－
2009年11月7日発売
1. 太宰治「人間失格」
表紙　岡田将生　ISBN 978-4-903620-50-3
2. 中島敦「山月記」
表紙　岡田将生　ISBN 978-4-903620-53-4
3. 萩原朔太郎「月に吠える」
表紙　岡田将生　ISBN 978-4-903620-51-0
4. 森鷗外「舞姫」
表紙　岡田将生　ISBN 978-4-903620-52-7